# 츠베틀군

츠베틀군의 위치

츠베틀군(독일어: Bezirk Zwettl)은 오스트리아 니더외스터라이히주에 위치한 군으로 행정 중심지는 츠베틀니더외스터라이히이며 면적은 1,399.90km2, 인구는 41,765명(2023년 기준), 인구 밀도는 30명/km2이다. 북서쪽으로는 그뮌트군, 북쪽으로는 바이트호펜안데어타이아군, 동쪽으로는 호른군, 남동쪽으로는 크렘스란트군, 남쪽으로는 멜크군, 서쪽으로는 오버외스터라이히주 프라이슈타트군, 페르크군과 접한다.

## 하위 행정 구역
3개 도시, 20개 시장도시, 1개 일반 시를 관할한다.
- 도시
  - 알렌슈타이히(Allentsteig)
  - 그로스게룽스(Groß Gerungs)
  - 츠베틀니더외스터라이히(Zwettl-Niederösterreich)
- 시장도시
  - 아르트슈테텐푀브링(Artstetten-Pöbring)
  - 비쇼프슈테텐(Bischofstetten)
  - 블린덴마르크트(Blindenmarkt)
  - 둥켈슈타이너발트(Dunkelsteinerwald)
  - 에머스도르프안데어도나우(Emmersdorf an der Donau)
  - 에를라우프(Erlauf)
  - 골링안데어에를라우프(Golling an der Erlauf)
  - 휘름(Hürm)
  - 클리프(Kilb)
  - 클라인푀흘라른(Klein-Pöchlarn)
  - 크룸누스바움(Krummnußbaum)
  - 라이벤(Leiben)
  - 로스도르프(Loosdorf)
  - 마르바흐안데어도나우(Marbach an der Donau)
  - 마리아타페를(Maria Taferl)
  - 노이마르크트안데어입스(Neumarkt an der Ybbs)
  - 뇌흘링(Nöchling)
  - 페르젠보이크고츠도르프(Persenbeug-Gottsdorf)
  - 페첸키르헨(Petzenkirchen)
  - 푀그슈탈(Pöggstall)
  - 락센도르프(Raxendorf)
  - 루프레히츠호펜(Ruprechtshofen)
  - 쇤뷔엘아그스바흐(Schönbühel-Aggsbach)
  - 장크트레온하르트암포르스트(St. Leonhard am Forst)
  - 장크트마르틴카를스바흐(St. Martin-Karlsbach)
  - 바이텐(Weiten)
  - 이스페르탈(Yspertal)
- 일반 시
  - 베른코르프(Bärnkopf)